# Indice bibliografico
Un indice bibliografico è una bibliografia che aiuta a reperire una pubblicazione. Le citazioni sono solitamente elencate per autore e argomento in sezioni separate, o in un'unica sequenza alfabetica sotto un sistema di intestazioni autorizzate collettivamente (noto come vocabolario controllato), sviluppato nel tempo dal servizio di indicizzazione.
Gli indici di questo tipo sono pubblicati in forma di periodico in edizione a stampa (pubblicati in supplementi mensili o trimestrali in brossura, cumulati annualmente), online o entrambi. Dagli anni '70, vengono generalmente generati da banche dati bibliografiche, mentre in precedenza venivano compilati manualmente utilizzando schede di indice:
L'indice può aiutare a cercare la letteratura, ad esempio, di un campo accademico o di una disciplina (esempio: Philosopher's Index), di opere di una forma letteraria specifica (Biography Index) o pubblicate in un formato specifico (Newspaper Abstracts) o dei contenuti analizzati di una pubblicazione periodica (New York Times Index).
Index Copernicus è stato uno dei primi indici bibliografici non anglo-americani. La lista Beall, che valuta anche gli indici e i database bibliografici, l'ha incluso nell'elenco delle fonti di pubblicazioni predatorie.